# Rijkevorsel
Rijkevorsel est une commune néerlandophone de Belgique située en Région flamande dans la province d'Anvers.

## Héraldique
|  | La commune possède des armoiries qui lui ont été octroyées le 30 juillet 1913 et confirmées le 1er mars 1993. Le plus ancien sceau connu du village date de 1654 et montre un renard, chantant l'ancien nom de Rijke Vossel, "Vos" en néerlandais signifiant "renard" en français. Au XVIIIe siècle, le sceau montrait un écu triangulaire avec trois diamants et les lettres "R" et "V". En 1913, il fut transformé en triangle et en lettres sur un écu. Les diamants sont probablement dérivés des armoiries de la famille Lalaing qui a acquis le village au XVIe siècle. Les couleurs sont également dérivées des Lalaing. Blasonnement : D'argent frappé de gueules à trois diamants identiques et d'argent chargé à droite de la lettre capitale R et à gauche de la lettre capitale V, toutes deux de gueules. (Traduction libre) Source du blasonnement : Heraldy of the World. |

## Géographie

### Communes limitrophes
| Wuustwezel | Hoogstraten | Merksplas |
| Brecht     | Rijkevorsel |           |
|            | Malle       | Beerse    |

## Démographie

### Évolution démographique
Graphe de l'évolution de la population de la commune.
- Source : DGS - Remarque: 1806 jusqu'à 1981=recensement; depuis 1990=nombre d'habitants chaque 1er janvier[2]

## Personnages illustres
- Aster Berkhof, écrivain
- Leo Pleysier, écrivain